# Dugovits Imre
Dugovits Imre (Kőszeg, 1682. november 9. – Nagyszombat, 1710. október 1.) magyar bölcsészdoktor, jezsuita rendi pap és tanár.

## Élete
1692-ben lépett a rendbe, a bölcseletet Nagyszombatban 1699-ben végezte, majd ugyanott az algimnáziumban tanított; másodéves teológus volt, midőn a pestises betegeknél segédkezett és maga is áldozata lett a ragálynak.

## Munkái
Magni Patris Magnus Filius, sive Divus Emericus S. Stephani primi Regis Hungarorum Filius Poësi Celebratus. Tyrnaviae, 1708